# Cowaramup
Cowaramup is een plaats in de regio South West in West-Australië.

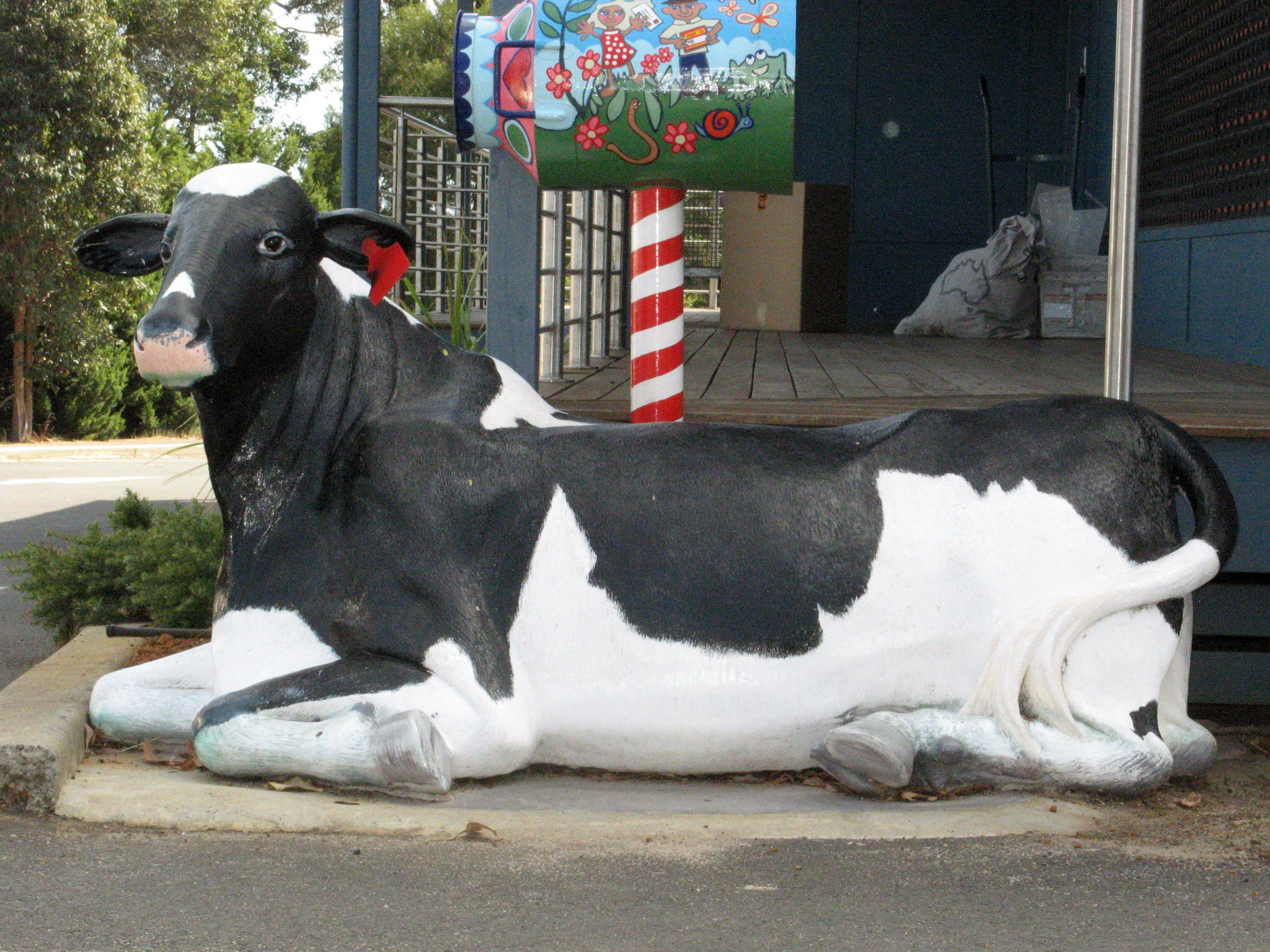
Koebeeld in Cowaramup

## Geschiedenis
De eerste Europeanen vestigden zich in de jaren 1920 middels een Group Settlement Scheme in de streek. In 1924 werd er een schooltje geopend.
Cowaramup werd in 1925 gesticht aan een nevenspoor van de spoorweg tussen Busselton en Augusta. De naam is Aborigines van oorsprong en zou zijn afgeleid van 'Cowara', de naam voor een purperkaplori.
Op 29 november 1930 opende de 'Cowaramup Progress Association' een gemeenschapszaal, de 'Cowaramup Hall'. Dat jaar werd de dorpslocatie gewijzigd. Er werden winkels en een postkantoor geopend.
De spoorweg waarlangs Cowaramup ontstond werd in 1957 uit dienst genomen.
In de jaren 1960 werd in de streek begonnen met wijnbouw. Het toerisme begon er zich te ontwikkelen. Cowaramup kende een snelle groei in de jaren 1980-90.

## Beschrijving
Cowaramup maakt deel uit van het lokale bestuursgebied (LGA) Shire of Augusta-Margaret River, waarvan Margaret River de hoofdplaats is.
In 2021 telde Cowaramup 2.482 inwoners.
Cowaramup heeft een gemeenschapszaal, de 'Cowaramup Hall', een basisschool en enkele sportfaciliteiten.
In 2012 werden in het dorp 42 koebeelden in GVK geplaatst en in 2014 haalde het dorp het Guinness Book of Records met 1.352 als koe verkleedde mensen. In het 'pioneer park' staat een gouden beeld van een koe.

## Toerisme
De 'Wadandi Track', vroeger gekend als 'Rails to Trails', een wandelpad over het traject van de voormalige spoorweg tussen Augusta en Busselton, loopt langs Cowaramup.
De 'Cowaramup Bombora' of 'Cow Bombie' werd naar Cowaramup vernoemd. Het is een van de grootste surfbrekers van Australië en ligt twee kilometer in zee voor de kust van het nabijgelegen Gracetown.

## Ligging
Cowaramup ligt langs de Bussell Highway, 260 kilometer ten zuiden van de West-Australische hoofdstad Perth, 40 kilometer ten zuidwesten van Busselton en 10 kilometer ten noorden van Margaret River.

## Klimaat
Cowaramup kent een gematigd mediterraan klimaat, Csb volgens de klimaatclassificatie van Köppen. De gemiddelde jaarlijkse temperatuur bedraagt 16,4 °C en er valt jaarlijks gemiddeld 630 mm neerslag.